# Jozef Šgorica
Jozef Šgorica (* 17. března 1948) byl slovenský a československý politik Komunistické strany Slovenska a poslanec Sněmovny lidu Federálního shromáždění za normalizace.

## Biografie
K roku 1986 se profesně uvádí jako horník. Ve volbách roku 1986 zasedl za KSS do Sněmovny lidu (volební obvod č. 194 – Rožňava, Východoslovenský kraj). Ve Federálním shromáždění setrval do konce funkčního období, tedy do svobodných voleb roku 1990. Netýkal se ho proces kooptací do Federálního shromáždění po sametové revoluci.